# The Tribe (film 1998)
The Tribe è un film per la televisione del 1998 diretto da Stephen Poliakoff. 

## Trama
Il trentenne immobiliarista Jamie deve sfrattare i membri di una comune da una proprietà ai margini di Londra che il suo capo Kanahan intende acquistare.